# Karl Jaroš
Karl Jaroš (* 26. September 1944 in Wien ✝️ 20. Januar 2025) war ein österreichischer Theologe.

## Leben
Karl Jaroš studierte Philosophie, Theologie, alttestamentliche Bibelwissenschaft und arabische Religionsgeschichte in Linz, Graz, Freiburg im Üechtland und Jerusalem. Im Jahre 1971 erwarb er seinen Magister Theologiae an der Universität Graz.
Später, im Jahre 1973 promovierte er sich mit der Untersuchung Die Stellung des Elohisten zur kanaanäischen Religion an der Universität Freiburg im Üechtland.
1976 habilitierte er sich an der Universität Graz mit der Arbeit Sichem. Eine archäologische und religionsgeschichtliche Studie mit besonderer Berücksichtigung von Jos 24. Seit 1977 lehrt er an der Universität Wien. Zwischen 1981 und 1986 war er stellvertretender Direktor des Projektes Sammlung und Auswertung der in Palästina/Israel bei regulären Grabungen gefundenen Stempelsiegel als Elemente einer palästinisch/israelitischen Religionsgeschichte.
Jaroš war seit 1981 bis zu seinem Tode mit Dr. Brigitte Jaroš-Deckert verheiratet und Vater von drei Kindern.

## Schriften (Auswahl)
- Ägypten und Vorderasien. Eine kleine Chronographie bis zum Auftreten Alexander des Großen (= Veritas-Reihe. 34). Veritas, u. a., Linz u. a. 1976, ISBN 3-460-31251-3.
- Esther. Geschichte und Legende (= Kulturgeschichte der antiken Welt. 71). Philipp von Zabern, Mainz 1996, ISBN 3-8053-1913-4.
- Jesus von Nazareth. Geschichte und Deutung. Philipp von Zabern, Mainz 2000, ISBN 3-8053-2595-9.
- In Sachen Pontius Pilatus (= Kulturgeschichte der antiken Welt. 93). Philipp von Zabern, Mainz 2002, ISBN 3-8053-2876-1.
- Das Neue Testament und seine Autoren. Eine Einführung (= UTB. 3087 Theologie, Religion). Böhlau, Köln/Weimar/Wien 2008, ISBN 978-3-8252-3087-6.
- Jesus von Nazareth. Ein Leben. Böhlau, Köln u. a. 2011, ISBN 978-3-412-20754-0.
- Der Islam. Historische Grundlagen und Glaubenslehre (= UTB. 3728 Theologie, Religion). Böhlau, Köln u. a. 2012, ISBN 978-3-8252-3728-8.
- Die ältesten griechischen Handschriften des Neuen Testaments. Bearbeitete Edition und Übersetzung. Böhlau, Köln u. a. 2014 (enthält die 104 ältesten Abschriften, die vom 1. bis zum Beginn des 4. Jahrhunderts reichen).
- Die ältesten Fragmente eines biblischen Textes : zu den Silberamuletten von Jerusalem, Philipp von Zabern, Mainz 1997, ISBN 978-3-8053-2401-4.
- Die synoptische Tradition: Die literarischen Beziehungen der drei ersten Evangelien und ihre Quellen. Böhlau, Köln 2010. ISBN 978-3-412-20549-2.
- Das Evangelium nach Markus. Einleitung und Kommentar, Patrimonium-Verlag, Aachen 2016, ISBN 978-3-86417-073-7.
- Das Evangelium nach Johannes. Einleitung und Kommentar, Patrimonium-Verlag, Aachen 2018, ISBN 978-3-86417-109-3.